# Orange Cove
Orange Cove è un comune (city) degli Stati Uniti d'America della contea di Fresno nello Stato della California. La popolazione era di 11,014 persone al censimento del 2010. Quasi tutti i residenti di Orange Cove sono ispanici, molti dei quali sono agricoltori. Orange Cove si trova nella valle di San Joaquin, 8 miglia (13 km) a sud-est di Reedley.

## Geografia fisica
Secondo lo United States Census Bureau, ha un'area totale di 1,912 mi² (4,95 km²).

## Storia
Elmer M. Sheridan fondò la città nel 1914, e prende questo nome da colture di agrumi su larga scala. Il primo ufficio postale fu aperto nel 1914. La città venne incorporata nel 1948.

## Società

### Evoluzione demografica
Secondo il censimento del 2010, c'erano 9,078 persone.

### Etnie e minoranze straniere
Secondo il censimento del 2010, la composizione etnica della città era formata dal 43,4% di bianchi, lo 0,8% di afroamericani, l'1,4% di nativi americani, l'1,1% di asiatici, lo 0,03% di oceanici, il 49,4% di altre razze, e il 3,9% di due o più etnie. Ispanici o latinos di qualunque razza erano il 92,7% della popolazione.